# 甘迪 (佛羅里達州)
甘迪（英語：Gandy）是位於美國佛羅里達州皮尼拉斯縣的一個非建制地區。該地的面積和人口皆未知。

## 地理
甘迪的座標為27°52′08″N 82°37′29″W / 27.86889°N 82.62472°W，而該地的平均海拔高度為-3米（即-10英尺）。